# Kreis Mohrungen

Der Kreis Mohrungen in den Grenzen von 1818 bis 1945

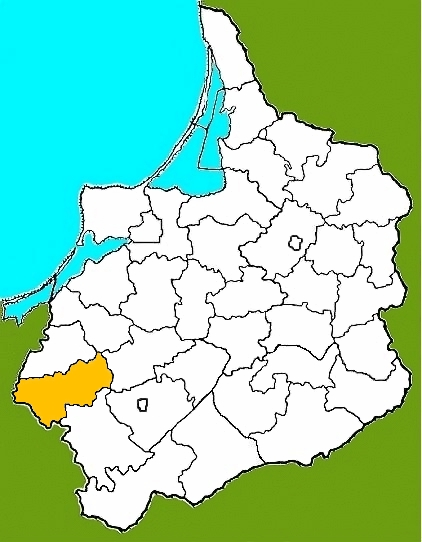
Lage des Kreises in Ostpreußen

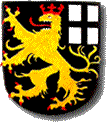
Wappen des Kreises Mohrungen, entworfen von Otto Hupp, verliehen vom Preußischen Staatsministerium 1928

Der Kreis Mohrungen war ein Landkreis im Südwesten der preußischen Provinz Ostpreußen. Er bestand von 1818 bis 1945 und gehörte zum Regierungsbezirk Königsberg. Sitz der Kreisverwaltung war die Stadt Mohrungen. Bereits von 1752 bis 1818 bestand in Ostpreußen ein Kreis Mohrungen, der allerdings ein deutlich größeres Gebiet umfasste.

## Geographie
Der Kreis Mohrungen in seinen Grenzen von 1818 war der am westlichsten gelegene Kreis in Ostpreußen. Er lag im Oberland, einer hügeligen waldreichen Landschaft mit Höhenunterschieden bis zu 100 Metern. Weite Teile gehörten zur Eylauer Seenplatte, und mit dem Geserichsee lag der mit 27 Kilometern Ausdehnung längste See Ostpreußens im Kreisgebiet. Der Geserichsee war zugleich Ausgangspunkt des Oberländischen Kanals, der, nach Elbing führend, den Kreis von Süd nach Nord durchzog. Ein weiteres wichtiges Gewässer war der Passarge, der zugleich die Ostgrenze bildete.
In Bezug auf die Anzahl der Seen war der Kreis Mohrungen mit 88 Seen der seenreichste Kreis in der Provinz Ostpreußen. Die gesamte Wasseroberfläche des Kreises betrug 8652,87 Hektar. Die größten Seen (mit jeweils über 200 Hektar Wasserfläche) waren der Geserichsee (2384,27 Hektar im Kreisgebiet), der Nariensee (1096,71 Hektar), der Flachsee (635,81 Hektar), der Röthloffsee (617,73 Hektar), der Ewingsee (525,32 Hektar), der Bärtingsee (363,11 Hektar), der Große Gehlsee (260,42 Hektar im Kreisgebiet) und der Große Rotzungsee (235,47 Hektar); acht weitere Seen hatten eine Wasserfläche von über 100 Hektar.
Seit alters her führte die wichtige Handelsstraße Elbing–Warschau durch das Gebiet des späteren Kreises. Sie wurde Mitte des 19. Jahrhunderts zu einer festen Chaussee ausgebaut. Der Eisenbahnbau erreichte den Kreis 1882 mit dem Abschnitt der Preußischen Staatsbahn Marienburg–Allenstein mit einem Bahnhof in Mohrungen. Mit der Strecke Elbing–Osterode wurde 1893 die Stadt Saalfeld an das Bahnnetz angeschlossen. Von Mohrungen aus wurde 1896 eine Strecke nach Wormditt gebaut, die 1902 nach Süden hin bis nach Osterode verlängert wurde. 1860 wurde der Oberländische Kanal eröffnet, der das Kreisgebiet im Westen durchschnitt und bis zum Ersten Weltkrieg eine wichtige Wasserstraße Ostpreußens darstellte.
Im Kreis gab es 83.832 Hektar land- und 24.552 Hektar forstwirtschaftlich genutzte Flächen. In beiden Bereichen waren zusammen 64 Prozent der im Kreis Beschäftigten tätig. Im Jahre 1939 waren 4667 landwirtschaftliche Betriebe registriert. Daneben war die Industrie verhältnismäßig unterentwickelt. Einziger Großbetrieb war die 1937 in Betrieb genommene Spinnerei auf dem Gut Workallen mit etwa 800 Beschäftigten. In Mohrungen verarbeitete ein Sägewerk das in den nahen Forsten geschlagene Holz.

## Verwaltungsgeschichte

### Vorgeschichte
Der Kreis Mohrungen lag auf dem Gebiet der von dem Chronisten Peter von Dusburg 1324 beschriebenen historischen Landschaften Pomesanien und Pogesanien. Dieses Gebiet zwischen Weichsel und Passarge war bereits zur Jungsteinzeit (4000 v. Chr.) besiedelt und blieb auch bis zur Neuzeit durchgehend bewohnt. Spätestens in der Römischen Kaiserzeit (1. bis 3. Jahrhundert n. Chr.) lebten hier bereits germanische Stämme. Als diese während der Völkerwanderung ab dem 6. Jahrhundert nach Westen abzogen, folgten ihnen aus dem baltischen Raum die Prussen. Sie bewohnten das Gebiet, bis sie ab 1231 vom Deutschen Orden wieder nach Osten zurückgedrängt wurden.
Nachdem die eroberten Gebiete des Ordens durch die Übersiedlung des Hochmeisters in die Marienburg 1309 zu einem ordentlichen Staatswesen zusammengeführt worden waren, wurden zur Verwaltung des Landes Komtureien eingerichtet. Der Bereich des späteren Kreises Mohrungen gehörte im Norden zur Komturei Elbing, der Süden zur Komturei Christburg. Im Schutze der durch den Orden errichteten Burgen wurden in diesen Komtureien Einwanderer vorwiegend aus dem mitteldeutschen Raum (Thüringen und Harz) angesiedelt. Zu Beginn des 14. Jahrhunderts wurden die ersten Stadtrechte verliehen. Von den 1939 im Landkreis bestehenden Städten erhielt Saalfeld bereits 1305 das Stadtrecht. Nach der Niederlage des Ordens gegen Polen in der Schlacht von Tannenberg 1410 bis zum Abschluss des Zweiten Thorner Friedens 1466 war das Kreisgebiet unter polnischer Herrschaft.
Als Folge der Reformation wurde 1525 der Deutsche Orden säkularisiert und der Ordensstaat in das Herzogtum Preußen umgewandelt. An die Stelle der Komtureien traten Kreise, der spätere Kreis Mohrungen kam in den Oberländischen Kreis. Von den ebenfalls neu gebildeten Hauptämtern lagen die Ämter Mohrungen und Preußisch Mark im späteren Kreisgebiet.

### Der Mohrungensche Kreis von 1752 bis 1818

Der Kreis Mohrungen in den Grenzen von 1752 bis 1818

Nach der Gründung des Königreichs Preußen wurde das Verwaltungssystem neu geregelt und die einzelnen Landesteile in neue Kreise untergliedert. Für das spätere Ostpreußen trat diese Regelung 1752 in Kraft, und mit ihr wurde ein landrätlicher Kreis Mohrungen geschaffen, mit dem Sitz des Landrates in der Stadt Mohrungen. Der Kreis umfasste auf einer Fläche von ca. 3100 km² die alten ostpreußischen Hauptämter Hohenstein, Liebstadt, Mohrungen, Osterode und Preußisch Holland sowie das Erbamt Deutsch Eylau. Zu dem damaligen Kreisgebiet gehörten folgende Städte:
- Hohenstein, 1100 Einwohner (ungefähre Einwohnerzahl um 1750)
- Liebemühl, 1100
- Liebstadt, 1800
- Mohrungen, 1700
- Mühlhausen, 1400
- Osterode, 1500
- Preußisch Holland, 2900
- Saalfeld, 1350

### Von der Verwaltungsreform 1818 bis nach Ende des Zweiten Weltkriegs
Im Rahmen der preußischen Verwaltungsreformen ergab sich mit der „Verordnung wegen verbesserter Einrichtung der Provinzialbehörden“ vom 30. April 1815 die Notwendigkeit einer umfassenden Kreisreform in ganz Ostpreußen, da sich die 1752 eingerichteten Kreise als unzweckmäßig und zu groß erwiesen hatten. Der Kreis Mohrungen wurde zum 1. Februar 1818 neu zugeschnitten und umfasste nun nur noch den mittleren Teil des alten Kreises. Das restliche alte Kreisgebiet kam zu den neuen Kreisen Osterode und Preußisch Holland. Der Kreis Mohrungen wurde dem Regierungsbezirk Königsberg unterstellt, und zum Kreisgebiet gehörten jetzt nur noch die drei Städte Liebstadt, Mohrungen und Saalfeld. Landrat mit Amtssitz in der Kreisstadt Mohrungen blieb Carl von Sydow, der dieses Amt bereits im alten Kreis Mohrungen seit 1813 innehatte.
Der neu abgegrenzte Kreis Mohrungen umfasste die Kirchspiele Alt Christburg, Altstadt, Arnsdorf, Eckersdorf, Herzogswalde, Jäskendorf, Kahlau, Liebstadt, Liebwalde, Miswalde, Mohrungen, Reichau, Saalfeld, Samrodt, Schnellwalde, Silberbach, Simnau, Sonnenborn und Venedien, Weinsdorf und Wilmsdorf.
Seit dem 3. Dezember 1829 gehörte der Kreis – nach dem Zusammenschluss der Provinzen Preußen (nicht: Ostpreußen) und Westpreußen – zur neuen Provinz Preußen mit Sitz in Königsberg.
Seit dem 1. Juli 1867 gehörte der Kreis zum Norddeutschen Bund und ab dem 1. Januar 1871 zum Deutschen Reich. Nach der Teilung der Provinz Preußen in die Provinzen Ostpreußen und Westpreußen wurde der Kreis Mohrungen am 1. April 1878 Bestandteil Ostpreußens.
Zum 30. September 1928 fand im Kreis Mohrungen entsprechend der Entwicklung im übrigen Preußen eine Gebietsreform statt, bei der nahezu alle Gutsbezirke aufgelöst und benachbarten Landgemeinden zugeteilt wurden. Hatte der Kreis Mohrungen im Jahre 1908 noch 101 Gutsbezirke, war es 1945 nur noch einer.
1939 wurden folgende Zahlen veröffentlicht:
- Fläche: 1265 km²
- Einwohner: 55.046 (darunter 51.711 Evangelische, 2665 Katholiken, sechs Juden)
- 112 Gemeinden, davon mit mehr als 1000 Einwohnern:
  - Mohrungen, Stadt (8376)
  - Saalfeld, Stadt (3129)
  - Liebstadt, Stadt (2735)
  - Gerswalde (1028)
  - Freiwalde (1026)

Im Januar 1945 hatte die Rote Armee im Verlauf ihrer Winteroffensive die Grenzen des Landkreises erreicht. Die nationalsozialistische Gauleitung des Kreises erließ am 22. Januar einen Evakuierungsbefehl, nach dem die Bevölkerung des westlichen Kreisgebiets in Richtung Elbing und aus dem östlichen Teil über Heilsberg fliehen sollte. Angesichts der schlechten Straßenverhältnisse und dem schnellen Vorrücken der feindlichen Truppen endete die Flucht jedoch im Chaos. Ende Januar 1945 war der gesamte Landkreis von der Roten Armee eingenommen.
Im Sommer 1945 wurde der Kreis Mohrungen von der sowjetischen Besatzungsmacht gemäß dem Potsdamer Abkommen zusammen mit der südlichen Hälfte Ostpreußens unter polnische Verwaltung gestellt.
Nach der Übernahme durch die polnische Verwaltung wurde der Powiat Morąski (Mohrunger Kreis) geschaffen, der die Grenzen und den Kreissitz des Kreises Mohrungen übernahm, mit diesem aber nicht subjektidentisch war. In der Folgezeit wurde die deutsche Bevölkerung, soweit sie nicht geflohen war, größtenteils von den örtlichen polnischen Verwaltungsbehörden aus dem Kreisgebiet vertrieben. Die neu angesiedelten Bewohner kamen zum Teil aus den an die Sowjetunion gefallenen Gebieten östlich der Curzon-Linie.
Heute liegt das Kreisgebiet im Nordwesten der polnischen Woiwodschaft Ermland-Masuren. Der Ostteil des ehemaligen Landkreises gehört zum Powiat Ostródzki (Osteroder Bezirk), der Westen überwiegend zum Powiat Iławski (Deutsch Eylauer Bezirk).

## Einwohnerentwicklung
| Jahr | Einwohner | Quelle |
| ---- | --------- | ------ |
| 1800 | 80.616    | [ 11 ] |
|      |           |        |
| 1818 | 28.691    | [ 12 ] |
| 1846 | 44.650    | [ 13 ] |
| 1871 | 56.363    | [ 14 ] |
| 1890 | 53.479    | [ 15 ] |
| 1900 | 53.392    | [ 15 ] |
| 1910 | 51.396    | [ 15 ] |
| 1925 | 53.892    | [ 15 ] |
| 1933 | 53.767    | [ 15 ] |
| 1939 | 55.046    | [ 15 ] |

## Politik

### Landräte
Zusammenstellung zum Teil nach Wrangel, S. 429
- 1752–175300Christoph Friedrich Bruno[8]
- 1753–176700Bernhard von Kortzfleisch[8]
- 1767–177700Samuel Sigismund von Haubitz[8]
- 1777–181300Andreas Leonhard (Koehn genannt) von Jaski (1742/43–1813)[16][17]
- 1813–182700Carl von Sydow[8]
- 1828–184100Wilhelm von Polenz
- 1842–185000Otto von der Groeben (1797–1856)
- 18510000000Christian von Arnim
- 1852–185900Hermann von Berg-Perscheln (1814–1880)
- 1859–188900Louis von Spies (1813–1889)
- 1889–189400Adolf Gerhard Ludwig von Thadden (1858–1923)
- 1894–189500Fritz von Massenbach (1861–1915)
- 1895–191300August von Veit (1861–1927)
- 1913–192100Friedrich von Kanitz-Mednicken
- 1921–192400Ernst Rißmann
- 1924–193200Werner Friedrich (1886–1966)
- 1932–193500Wolf von Wrangel (1897–1987)
- 1937–194500Gerhard Eberhard Pannenborg (1903–1979)

### Wahlen
Im Deutschen Kaiserreich bildete der Kreis Mohrungen zusammen mit dem Kreis Preußisch Holland den Reichstagswahlkreis Königsberg 7. Der Wahlkreis wurde bei allen Reichstagswahlen zwischen 1871 und 1912 von konservativen Kandidaten gewonnen.

## Verwaltungsgliederung am 1. Januar 1945
Die Amtsbezirke des Kreises wurden im Jahre 1874 eingeführt und existierten mit nur geringen Veränderungen bis 1945. Im Jahre 1928 wurden wie in ganz Preußen auch im Kreis Mohrungen die meisten Gutsbezirke aufgelöst. Seitdem gab es einige Amtsbezirke, die nur noch aus einer oder zwei Gemeinden bestanden. Die drei Städte Mohrungen, Saalfeld und Liebstadt waren amtsfrei.
| Amtsbezirk           | zugehörige Gemeinden und Gutsbezirke                                                 |
| -------------------- | ------------------------------------------------------------------------------------ |
| Alt Bestendorf       | Gemeinden Alt Bestendorf, Groß Wilmsdorf und Samrodt                                 |
| Alt Christburg       | Gemeinden Alt Christburg, Bensee, Buchwalde, Görken, Mortung und Mothalen            |
| Alt Christburg-Forst | (nur) Forstgutsbezirk Alt Christburg                                                 |
| Arnsdorf             | Gemeinden Barten, Bündtken und Groß Arnsdorf                                         |
| Auer                 | Gemeinden Auer, Kerpen, Schliewe und Weepers                                         |
| Bauditten            | (nur) Gemeinde Bauditten                                                             |
| Bolitten             | (nur) Gemeinde Bolitten                                                              |
| Eckersdorf           | Gemeinden Eckersdorf, Gubitten, Horn, Kranthau, Reußen und Schwenkendorf             |
| Georgenthal          | Gemeinden Georgenthal, Groß Hermenau und Wiese                                       |
| Gerswalde            | Gerswalde, Motitten und Schwalgendorf                                                |
| Gottswalde           | (nur) Gemeinde Groß Gottswalde                                                       |
| Groß Simnau          | (nur) Gemeinde Simnau                                                                |
| Hanswalde            | Gemeinden Bagnitten, Groß Hanswalde, Klein Hanswalde und Linkenau                    |
| Herzogswalde         | Gemeinden Banners, Groß Trukainen, Herzogswalde, Pittehnen, Prägsden und Reichenthal |
| Himmelforth          | Gemeinden Golbitten, Güldenboden, Himmelforth, Paradies und Schertingswalde          |
| Jäskendorf           | (nur) Gemeinde Jäskendorf                                                            |
| Kahlau               | Gemeinden Hagenau, Kahlau, Königsdorf und Rollnau                                    |
| Karnitten            | Gemeinden Dittersdorf, Karnitten, Schnellwalde und Schönaich                         |
| Koschainen           | Gemeinden Kornellen, Koschainen, Sadlauken und Skollwitten                           |
| Kuppen               | Gemeinden Kuppen und Sorbehnen                                                       |
| Liebwalde            | Gemeinden Boyden, Heinrichsdorf, Liebwalde und Taabern                               |
| Maldeuten            | Gemeinden Freiwalde und Seegertswalde                                                |
| Miswalde             | Gemeinden Kolteney und Miswalde                                                      |
| Münsterberg          | (nur) Gemeinde Groß Münsterberg                                                      |
| Nickelshagen         | Gemeinden Groß Sauerken, Nickelshagen, Winkenhagen und Wodigehnen                    |
| Pörschken            | (nur) Gemeinde Pörschken                                                             |
| Ponarien             | (nur) Gemeinde Ponarien                                                              |
| Preußisch Mark       | Gemeinden Goyden, Kunzendorf, Preußisch Mark und Vorwerk                             |
| Prökelwitz           | Gemeinden Altstadt und Prökelwitz                                                    |
| Reichau              | Gemeinden Reichau und Willnau                                                        |
| Reichertswalde       | Gemeinden Goldbach, Reichertswalde, Silberbach und Sorrehnen                         |
| Sassen               | Gemeinden Löpen, Pollwitten und Sassen                                               |
| Sonnenborn           | Gemeinden Bärting und Sonnenborn                                                     |
| Stollen              | Gemeinden Klogehnen, Paulken, Polkehnen, Sportehnen und Stollen                      |
| Terpen               | Gemeinden Gergehnen und Terpen                                                       |
| Venedien             | (nur) Gemeinde Venedien                                                              |
| Waltersdorf          | Gemeinden Kallisten, Seubersdorf und Waltersdorf                                     |
| Weinsdorf            | Gemeinden Kämmen, Paulehnen und Weinsdorf                                            |

Vor 1945 aufgelöste Gemeinden
| - Abrahamsheide, am 31. Oktober 1928 zu Goldbach - Achthuben, am 30. September 1928 zu Herzogswalde - Adlig Sportehnen, am 30. September 1928 zu Sportehnen - Albrechtswalde, am 30. September 1928 zu Schnellwalde - Alt Bolitten, am 30. September 1928 zu Bolitten - Alt Kelken, am 30. September 1928 zu Alt Bestendorf - Bergling, am 30. September 1928 zu Seubersdorf - Gehlfeld, am 31. Oktober 1928 zu Schwenkendorf - Groß Prägsden, am 31. Oktober 1928 zu Prägsden - Haack, am 1. Januar 1929 zu Kämmen - Käbers, am 30. September 1928 zu Kallisten - Katzendorf, am 31. Oktober 1928 zu Schwenkendorf - Klein Arnsdorf, am 1. Januar 1929 zu Groß Arnsdorf - Klein Kanten, am 30. September 1928 zu Groß Hanswalde - Klein Luzeinen, am 30. September 1928 zu Willnau - Klein Samrodt, am 30. September 1928 zu Samrodt - Klein Simnau, am 30. September 1928 zu Simnau - Königlich Sportehnen, am 30. September 1928 zu Sportehnen | - Köszen, am 1. Januar 1929 zu Weinsdorf - Lettau, am 31. Oktober 1928 zu Waltersdorf - Mahrau, am 30. September 1928 zu Samrodt - Najettken, am 30. September 1928 zu Kolteney - Neu Bestendorf, am 31. Oktober 1928 zu Rollnau - Neu Kelken, am 30. September 1928 zu Alt Bestendorf - Neu Menzels, am 30. September 1928 zu Banners - Popitten, am 1. Januar 1929 zu Skolwitten - Rotzung, am 30. September 1928 zu Gerswalde - Royen, am 30. September 1928 zu Ponarien - Skittlauken, am 30. September 1928 zu Schliewe - Skulten, am 1. Januar 1929 zu Schönaich - Steinsdorf, am 31. Oktober 1928 zu Rollnau - Ulpitten, am 30. September 1928 zu Kerpen - Wilhelmsthal, am 1. Januar 1929 zu Kahlau - Wuchsnig, am 31. Oktober 1928 zu Prägsden |